# Simões Filho
Pour les articles homonymes, voir Simões (homonymie) et Filho.
Simões Filho est une ville brésilienne du littoral de l'État de Bahia. Elle se situe par une latitude de 12° 47' 02" sud et par une longitude de 38° 24' 14" ouest, à une altitude de 52 mètres. Sa population était estimée à 129 964 habitants en 2013. La municipalité s'étend sur 192 km2.

## Maires
| Période | Période | Identité        | Étiquette | Qualité |
| ------- | ------- | --------------- | --------- | ------- |
| 2009    | 2012    | Eduardo Alencar | PSDB      |         |